# Валаам (посёлок)
Валаа́м (карел. Valamoi, фин. Valamo) — посёлок в составе Сортавальского городского поселения Сортавальского района Республики Карелия Российской Федерации.

## Общие сведения
Расположен на северном берегу острова Валаам в Ладожском озере.
Современный поселок образовался в первые годы по окончании Великой Отечественной войны, когда территория Ладожской Карелии, ранее относившаяся к Финляндии, отошла СССР. Собственно финляндское население было перемещено за вновь образовавшуюся границу. Освободившиеся территории были заселены гражданами СССР — русскими, татарами, белорусами и др. В 1950 г. на Валааме был образован Дом ветеранов войны и инвалидов Министерства здравоохранения. В 1952 г. поселению на Валааме был присвоен статус курортного поселка городского типа. В 1984 г. Дом инвалидов был переведен на материк (пос. Видлица Олонецкого района Карелии) Архивная копия от 8 февраля 2016 на Wayback Machine.
Кроме Дома инвалидов, на о. Валаам действовали Валаамский государственный историко-архитектурный и природный музей-заповедник (1979—1992), Валаамский лесхоз, метеостанция, сельская больница, школа, детский сад, Дом культуры, дорожный ремонтно-строительный участок, отделение связи, библиотека.
В 2003 году, в соответствии с принятым законом Республики Карелия, посёлок был включён в список муниципальных образований и наделён самостоятельным статусом муниципального образования — Валаамское сельское поселение.
Однако в начале 2005 года Главой администрации Сортавальского городского поселения С. В. Рыжковым было инициировано решение об упразднении самоуправления пос. Валаам и включения его в состав Сортавальского городского поселения. С этим решением не согласились некоторые жители Валаамского сельского поселения. Возникший конфликт перерос в судебную тяжбу в Верховном суде Республики Карелия, а затем и Верховном суде Российской Федерации. В июле 2006 г. в дело вмешался Патриарх Алексий II  Архивная копия от 7 августа 2020 на Wayback Machine
Государственная и муниципальная собственность, включая жилые дома, была передана монастырю.
За годы существования пос. Валаам в составе Сортавальского городского поселения на острове прекратили работу Валаамская сельская больница (открыта амбулатория с кабинетом телемедицины), детский сад, три продовольственных магазина ЧП (в настоящее время работает один, принадлежащий ООО «Валаам-Сервис», учредителем которого является Валаамский монастырь. Валаамский поселковый клуб стал подразделением Сортавальского муниципального учреждения культуры «Досуг», а Валаамский лесхоз стал Валаамским участковым лесничеством ГКУ РК «Сортавальское центральное лесничество».
На начало 2016 г. в посёлке действуют Валаамская основная общеобразовательная школа, врачебная амбулатория, дом культуры с универсальным зрительным залом, отделение связи, магазин, пункт полиции.
Муниципальное транспортное сообщение с г. Сортавала отсутствует.

## Население
| 1959 | 1970  | 1979 | 1989 | 2002 | 2009 | 2010 |
| ---- | ----- | ---- | ---- | ---- | ---- | ---- |
| 1351 | ↘1132 | ↘937 | ↘487 | ↗522 | ↘372 | ↗447 |
| 2013 |       |      |      |      |      |      |
| ↗466 |       |      |      |      |      |      |